# 宏偉区
宏偉区（こうい-く）は中華人民共和国遼寧省遼陽市に位置する市轄区。

## 行政区画
4街道弁事処、2鎮を管轄する。
- 街道弁事所：工農街道、光華街道、新村街道、長征街道
- 鎮：曙光鎮、蘭家鎮

## 交通

### 道路
- 高速道路
  -  遼中環状高速道路